# Wahbi Abd ar-Razzaq Fattah al-Qaraghuli
Wahbi Abd ar-Razzaq Fattah al-Qaraghuli (arabisch وهبي عبد الرزاق القرغولي, DMG Wahbī ʿAbd ar-Razzāq al-Qaraġūlī; * 1929 in Bagdad) ist ein ehemaliger irakischer Diplomat.

## Leben
Wahbi Abd ar-Razzaq Fattah al-Qaraghuli ist verheiratet und hat drei Kinder.
Er studierte am College of Commerce  and Economics, sowie an der Universität Bagdad, wo er 1954 Bachelor wurde. 1962 wurde er in der Schweiz zum Doktor der Wirtschaftswissenschaft promoviert. 1964 bis 1968 war er Stellvertreter des ständigen Vertreters der irakischen Regierung beim Büro der Vereinten Nationen in Genf. 1968 war er Gesandtschaftsrat in Algier, ab 1970 in Peking.
Von 1972 bis 1976 war er Ministre plénipotentiaire in Beirut. 1977 war er stellvertretender Leiter der Abteilung Wirtschaft im Außenministerium in Bagdad und war Botschafter bei Suharto in Jakarta und war gleichzeitig bei den Regierungen in Canberra, Bangkok, Port Moresby (Papua-Neuguinea) akkreditiert. 1978 leitete er das Protokoll im Präsidentenpalast in Bagdad. 1980 war er Botschafter in Kuala Lumpur (Malaysia) und war bei Ferdinand Marcos in Manila akkreditiert.
| Vorgänger               | Amt                                                             | Nachfolger                              |
| ----------------------- | --------------------------------------------------------------- | --------------------------------------- |
| —                       | irakischer Botschafter in Beirut 1972 bis 1976                  | Raad Mohammed Raschad Schahab al-Alousi |
| —                       | irakischer Botschafter in Jakarta 1977                          | Abdullah Hassan Salah al-Jubori         |
| —                       | irakischer Botschafter in Kuala Lumpur 1980                     | Basim Hattab Habash Al Tumma            |
| Hisham Ibrahim al Shawi | irakischer Botschafter in London 12. Okt. 1982 bis 3. Sep. 1985 | Abdul Amir Al-Anbari                    |